# Spencer (miasto w stanie Wisconsin)
Spencer – miasto w Stanach Zjednoczonych, w stanie Wisconsin, w hrabstwie Marathon.